# Piz Daint
Piz Daint (ピッツ・ダイント) は、スイスのスイス国立スーパーコンピューティングセンターにあるスーパーコンピュータである。アルプス山脈のピッツ・ダイントが名称の由来となっている。

## 概要
2013年11月にTOP500に6位で登場して以降、ヨーロッパで最も強力なスーパーコンピュータとなっている。
2016年の後半にはシステムのアップグレードが行われ、演算性能は従来の3倍の25PFLOPSとなった。
2017年6月のTOP500では、神威・太湖之光と天河二号に次ぐ3位を記録した。

## 歴史
最初のシステムは2012年12月にCray XC30で構築された。
2013年には1256個の計算ノードを持つCray XC40で構築されたPiz Doraによって拡張された。
2016年10月のアップグレードによりPiz DaintとPiz DoraはNVIDIA Tesla P100を搭載したCray XC50 / XC40 システムに統合された。